# Ixora raivavaensis
Ixora raivavaensis är en måreväxtart som beskrevs av Francis Raymond Fosberg. Ixora raivavaensis ingår i släktet Ixora och familjen måreväxter. Inga underarter finns listade i Catalogue of Life.